# Boltenmoor (Naturschutzgebiet)
Koordinaten: 52° 3′ 10″ N, 7° 41′ 5″ O
Das Naturschutzgebiet Boltenmoor liegt auf dem Gebiet der Stadt Greven im Kreis Steinfurt in Nordrhein-Westfalen. Das Gebiet erstreckt sich südöstlich der Kernstadt Greven und nordöstlich der Bauerschaft Gittrup, die zum Stadtteil Gelmer von Münster gehört, direkt am östlich fließenden Dortmund-Ems-Kanal. Am nördlichen Rand des Gebietes verläuft die Landesstraße L 588 und am westlichen Rand die B 481. Südlich fließt die Ems. Nordwestlich erstreckt sich das rund 61 ha große Naturschutzgebiet (NSG) Bockholter Berge und südwestlich das 1,6 ha große NSG Dabeckskamp.

## Bedeutung
Für Greven ist seit 1950 ein 33,86 ha großes Gebiet unter der Kenn-Nummer ST-040 als Naturschutzgebiet ausgewiesen. Das Gebiet wurde unter Schutz gestellt
- zur Erhaltung und Entwicklung eines Moor- und Binnendünengebietes mit den Lebensraumtypen Moor, Moorwald, Sandheide, Sandtrockenrasen und Eichenwald als Bestandteil eines Biotopverbundes von landesweiter Bedeutung und
- zur Erhaltung, Selbstentwicklung und Förderung sowie zur Wiederherstellung der Lebensgemeinschaften und Biotope landschaftsraumtypischer, seltener und gefährdeter Tier- und Pflanzenarten.